# Františka Fajfrová
Františka Fajfrová (1860 – ???) byla česká pedagožka, ředitelka školy, spolková činovnice a feministka, zakladatelka a od roku 1916 první ředitelka (představená) České zdravotnické školy v Praze, první odborné školy pro zdravotní sestry v Čechách. Ta byla vůbec druhou v Rakousku-Uhersku, která umožňovala profesionální proškolení žen-ošetřovatelek.

## Život
Narodila se nejspíš v Praze. Vychodila učitelský ústav a poté působila jako odborná učitelka Dívčí pokračovací školy na Královských Vinohradech. Učitelské povolání bylo v té době při výkonu žen spojeno s příslibem celibátu, Fajfrová tak zůstala svobodná.
Soustavně vyvíjela snahy zřídit v Praze specializovanou školu pro výuku žen-zdravotních sester, mj. v rámci Spolku pro povznesení stavu ošetřovatelského. V té době existovala jediná odborná škola ve Vídni, běžný provoz nemocnic zajišťovaly povětšinou řeholnice, často bez odborných znalostí. Organizovala zdravotnické kurzy pro dívky. Od roku 1913 se snažila přesvědčit pražské kliniky o přijímání ošetřovatelek. Proces zřízení školy poté urychlilo vypuknutí první světové války a tím způsobený nedostatek odborného zdravotnického personálu. Dne 1. července 1916 byla otevřena státní Česká ošetřovatelská škola v Ječné ulici na Novém Městě, jejíž se Fajfrová stala první představenou. Sama však zdravotnické vzdělání neměla. Na škole pedagogicky zapojila též diplomované sestry Annu Marii Hupkovou (vrchní sestra) a Giselu Bártovou. První uplatnění nacházely sestry mj. na klinice Emericha Maixnera.
Angažovala se též v českém ženském hnutí, byla mj. členkou Ústředního spolku českých žen založeného roku 1897.
Z funkce první představené byla ze zdravotních důvodů odvolána roku 1920.